# Chuypetlovo Knoll
Der Chuypetlovo Knoll (englisch; bulgarisch Чуйпетловска могила Tschujpetlowska mogila) ist ein markanter, felsiger, gebirgskammähnlicher, in südost-nordwestlicher Ausrichtung 3,7 km langer, 1,9 km breiter und 700 m hoher Berg an der Foyn-Küste des Grahamlands im Norden der Antarktischen Halbinsel. Er ragt südwestlich des Bigla Ridge, 5,05 km südöstlich des Stancheva Peak, 6,87 km südwestlich des Mount Mecheva, 6,9 km westlich des Biolchev Peak und 8,62 km nördlich des Varad Point auf.
Britische Wissenschaftler kartierten ihn 1976. Die bulgarische Kommission für Antarktische Geographische Namen benannte ihn 2013 nach der Ortschaft Tschujpetlowo im Westen Bulgariens.